# R100 (film)
Pour les articles homonymes, voir R100.
Pour plus de détails, voir Fiche technique et Distribution.
R100 (アールひゃく, Āru hyaku) est une comédie dramatique japonaise réalisée par Hitoshi Matsumoto, sorti en 2013. La première mondiale du film a eu lieu au Festival international du film de Toronto 2013.

## Synopsis
Un homme ordinaire qui mène une vie ordinaire rejoint un club mystérieux où l'adhésion ne peut durer qu'un an et où une règle précise qu'aucune résiliation ne sera admise sous n'importe quel motif. L'homme entre dans ce nouveau monde passionnant pour un mode de vie qu'il n'a jamais connu et où il découvre l'amour fou est de plus en plus sauvage et fou. Cette vie est-elle bien réelle est-ce une illusion ?

## Fiche technique
- Titre : R100
- Titre original : あーるひゃく (Āru hyaku?)
- Réalisation : Hitoshi Matsumoto
- Scénario : Hitoshi Matsumoto
- Photographie : Kazushige Tanaka
- Montage : Yoshitaka Honda
- Société de production : Yoshimoto Kogyo Company et Phantom Film
- Société de distribution : Warner Bros.
- Pays d'origine :  Japon
- Langue originale : japonais
- Format : couleur — 1,85:1
- Genre : comédie dramatique
- Durée : 100 minutes
- Date de sortie : 
  - Japon : 5 octobre 2013[1]

## Distribution
- Nao Ōmori : Takafumi Katayama
- Mao Daichi : la Reine de la voix
- Shinobu Terajima : la Reine du fouet
- Hairi Katagiri : la Reine gloutonne
- Ai Tominaga : la Reine des coups
- Eriko Satō : la Reine de l'humiliation
- Naomi Watanabe : la Reine de la salive
- Gin Maeda : Kiichiro Sugiura
- You : Setsuko Katayama
- Suzuki Matsuo : directeur
- Atsurō Watabe : Kishitani
- Haruki Nishimoto : Arashi Katayama
- Hitoshi Matsumoto : officier de police
- Lindsay Kay Hayward : la directrice

## Distinctions

### Récompense
- Festival du film policier de Beaune 2014 : prix « Sang Neuf »[2]

### Nominations et sélections
- Festival international du film de Toronto 2013 : sélection « Midnight Madness »